# ثريا (مسلسل)
ثريا هو مسلسل تلفزيوني كويتي.

## نبذة عن المسلسل
ثريا نموذج لامرأه تحدت الجميع لتعيش حياتها كما تريدها وتتزوج زواجين غير تقليدين بعد ان تزوجت زواج تقليدي بحت وهي في سن صغيرة.
تزوجت للمرة الأولى من رجل ثري وبارادة والدتها، وانجبت منه ابنها ضرار إلى ان اتى الوقت الذي تمردت به وثريا وطلبت الطلاق لانها لم تشعر بالحب وكانت مجبورة على الزواج من حمود والد ضرار.
و بعد ذلك حصلت على وظيفة امينة مكتبه في الجامعة واعجب بها الدكتور المصري الوافد وتزوجت منه رغماً عن اهلها بعد ان تبرءوا منها وانجبت ابنها علي وعاشت في شقة متواضعه وتركها الدكتور المصري وعاد إلى بلاده وتزوج بعدها زوجته الثانية وترك ثريا وحيده تربي علي بعد ان تخلى عنها وعانت ثريا كثيرة وتحملت جميع ضغوط الحياة وحيدة إلى ان تزوجت دكور إمريكي يوسف عوضها عن حنان الذي افقتدته من الجميع. وانجبت منه ابنتيها سينا وسبأ وعاشت حياة مريحه إلى ان توفي الدكتور الأمريكي في حادث سياره في المغرب وعادت ثريا تواجهه الحياة وحيدة وهذه المرة معها 3 أطفال اجانب.

## الأبطال
| الممثل           | الشخصية              |
| ---------------- | -------------------- |
| سعاد عبد الله    | ثريا/ موضي           |
| زهرة الخرجي      | نوار زوجة جبر        |
| فاطمة الحوسني    | سهيلة صديقة ثريا     |
| فهد العبد المحسن | جبر شقيق ثريا        |
| صمود الكندري     | سبأ ابنة ثريا        |
| زينب غازي        | سينا ابنة ثريا       |
| غدير السبتي      | رجاء اخت ثريا        |
| أمل العوضي       | مضاوي ابنة جبر ونوار |
| حسين المهدي      | ضرار ابن ثريا        |
| يوسف البلوشي     | علي ابن ثريا الثاني  |
| سناء القطان      | مريم اخت ثريا        |
| عقيل الرئيسي     | غسان                 |
| يسرية المغربي    | صفية                 |